# Tomo Sugawara
Tomo Sugawara (菅原 智?, Sugawara Tomo; Hokkaidō, 3 giugno 1976) è un ex calciatore giapponese, di ruolo centrocampista.